# Rosalie de Jong
Rosalie de Jong (Zaandam, 15 maart 1985) is een Nederlands musicalactrice.

## Biografie
Al vroeg kwam de Zaanse Rosalie de Jong in aanraking met theater. Haar familie nam haar op 5-jarige leeftijd al mee naar de musical Cats in Carré en naar het ballet in de Stopera in Amsterdam. De Jong begon toen ze 4 was met klassiek ballet en deed op 7-jarige leeftijd zelfs auditie voor de Nationale Balletschool in Amsterdam. Na de derde auditie bleken Rosalies voeten niet geschikt voor spitzen te zijn en werd zij (tot vreugde van haar ouders die haar liever andere dingen in het theater zagen doen) afgewezen.
De Jong begon toen ze 7 jaar was met pianospelen en ging vanaf toen 5 jaar lang iedere week naar de Jeugdtheaterschool in Amsterdam. De pianolessen onder begeleiding van Marcel Joosen werden langzaam meer zanglessen en met 14 jaar ging De Jong samen met haar vriendinnen Daphne Groot en Lotte Fransz meedoen aan concoursen. De meiden wonnen in 1999 de eerste prijs bij het Fluxusconcours waaruit een aantal optredens volgden, waaronder in 2000 een concert in het Zaantheater, de Uitmarkt en voor de radio Noord-Holland. Ze hebben nog een tijd verschillende optredens gedaan, totdat ze allen gingen studeren.
Ondertussen bleef De Jong veel dansen (dansschool Saskia Park in Koog aan de Zaan) en tijdens haar laatste jaar van het Atheneum speelde De Jong haar eerste rol, die van Lady Marianne in de musical Robin Hood van de theatermakerij in Almere, waarmee zij door het hele land toerde. Daarna besloot zij verder te gaan in het musicalvak.
De Jong studeerde in 2006 af aan de Frank Sanders Akademie voor Musicaltheater te Amsterdam. Tijdens haar studie maakte ze onder meer de voorstellingen Ontbossing, haar solovoorstelling "Agressiemijden" en onder regie van Lieneke le Roux "De Alles-is-Anders Show". Na haar studie speelde ze mee in het ensemble van de musical Wat Zien Ik?!! en nam zij diverse keren de rol van Janneke over van Kiki Classen. Vervolgens was ze te zien als Icy, de opperheks in de kindermusical Winx Club on Tour en in de voorstelling Forbidden Musicals. Tussendoor maakte De Jong samen met Lara Grünfeld en Hilmar Leujes een programma met musicalliedjes, dat te zien was in Het Perron en Het Parooltheater. Daarna stond ze in 2008 in het ensemble van High School Musical, waar ze ook alternate was van Juf Darbus.
In 2009 ging ze spelen in "All shook up - Love me tender", waarin ze af en toe de rollen van Natalie en Matilda op zich nam. Het seizoen erna was De Jong te zien in Op zoek naar Mary Poppins, waarin ze een van de finalisten was voor de rol van Mary Poppins in de gelijknamige musical. Ze behaalde de finale en werd uiteindelijk 3e. Hierna begon De Jong met het inspreken van verschillende commercials, zo was zij de vaste voice-over van IKEA voor 5 jaar. Ze spreekt al 7 jaar de commercials in voor de online kaartenwinkel Greetz.nl.
Na Op zoek naar Mary Poppins werd De Jong aangenomen voor de musical Petticoat als understudy voor de rol van Pattie, Wilma, Mevrouw van Rooden en vrijwel alle andere damesrollen. In deze periode begon De Jong ook met het inspreken van verschillende tekenfilms. In 2010 kwam er een hoofdrol in het Eftelingtheater in de musical Droomvlucht, waarin ze de elfenkoningin Titania speelde.
Op televisie deed De Jong in 2012 mee aan de tv-serie Fort Boyard van de AVRO, waarin ze het musicalteam versterkte. In 2013/2014 speelde ze in Vijftig Tinten Grijs. De Parodie de rol van Anna, een vrouw die in een leesclub het welbekende boek leest. Deze voorstelling combineerde ze met shows van Nederland Musicalland, waarin zij samen met Rick Sessink, Joke de Kruijf en Bill van Dijk diverse musicalklassiekers vertolkte. Op 21 maart 2014 werd De Jong gevraagd in te vallen voor Lone van Roosendaal als de sidekick van Jon van Eerd in een tv-special van zijn 25-jarig jubileum. In die zomer ging ze naar de Oostenrijkse Alpen om daar een reclamespotje van Almhofyoghurt op te nemen.
Het jaar 2014 was een jaar van reprises. Zo hernam De Jong de rol van Anna in Vijftig Tinten Grijs. De Parodie en was zij in september van dat jaar weer te zien was als Blonde Greet in de reprise van De Jantjes. In januari 2015 was De Jong te zien in de rol van Emma, de minnares en secretaresse van Ido in de Annie MG Schmidtklassieker Heerlijk duurt het langst.
Nieuwsgierigheid de taal vloeiend te leren spreken en te wonen in Duitsland was er al sinds 2010, maar werd telkens uitgesteld. Uiteindelijk besloot De Jong in 2014 om auditie te gaan doen in Duitsland. Ze werd direct aangenomen voor de rol van Gloria in de musical Rocky das musical in Stuttgart. Aanvankelijk zou De Jong voor 1 jaar gaan, maar ze bleef 1,5 jaar in Stuttgart wonen om vervolgens te verhuizen naar Hamburg.
Op 11 en 12 mei 2017 speelde De Jong mee in het programma Een handje vol geluk samen met Lara Grünfeld, Arie Cupé en Dick Cohen in het Betty Asfalt Complex.
Eind mei tot eind van de zomer 2017 vertolkte zij in Bad Hersfeld in Duitsland de rol van Edith Corse Evans in de musical Titanic, een dame uit de eerste klasse die haar plek in een reddingsboot aan een vriendin geeft. 
In 2018 en 2019 was De Jong alternate Donna in de Duitse en Oostenrijkse tournee van Mamma Mia.  
Hierna speelde De Jong de rol van Pim in de komedie Harrie en Eva van en met Jon van Eerd. Eind 2019 te zien was in het Beatrix theater wederom als alternate Donna in Mamma Mia.
Vanaf november 2021 tot juni 2022 speelde De Jong in de Canadese musical Come From Away als Diane Grey, Crystal en anderen, waarvoor ze genomineerd was voor een Musical Award in de categorie Beste vrouwelijke hoofdrol in een kleine musical. In juli en augustus van 2022 was ze te zien als Trina in de musical Falsettos.
De Jong houdt zich al jaren bezig met het inspreken van verschillende tekenfilms, zoals Mia and me, Mike de ridder, Chica Vampira en The Thundermans.
Tijdens de coronapandemie begon De Jong met het schrijven van Duitse kinderliedjes voor het personage Mila Melodie.

## Theater
| Musical                       | Jaar                        | Rol/Bijzonderheden |
| ----------------------------- | --------------------------- | --- |
| Mamma Mia! (Duitsland)        | April 2023                  | Emergency cover Donna |
| Mamma Mia! (Duitsland)        | September-oktober 2022      | Emergency cover Donna |
| Falsettos                     | 2022                        | Trina |
| Come From Away                | 2021-2022                   | Diane Grey, Crystal en anderen |
| Mamma Mia! (Nederland)        | 2019                        | Alternate Donna |
| Mamma Mia! (Duitsland)        | 2018-2019                   | Alternate Donna |
| Harrie & Eva                  | 2017-2018                   | Pim |
| Titanic (Duitsland)           | 2017                        | Edith Corse Evans |
| Rocky Das Musical (Duitsland) | 2015 - 2016                 | Gloria |
| Heerlijk duurt het langst     | 2015                        | Emma |
| Nederland Musicalland         | 2013-2014                   | Solist |
| Vijftig tinten de parodie     | 2013-2014                   | Anna |
| De Jantjes                    | 2012-2013 en 2014 (reprise) | Blonde Greet |
| Droomvlucht (musical)         | 2011-2012                   | Tanja/Titania / understudy Oma |
| Ontbossing                    | 2011                        | Rood Badpakje |
| Petticoat                     | 2010-2011                   | Ensemble, 2de understudy Patricia/Pattie Jagersma, understudy Wilma, understudy Mevrouw van Rooden, understudy Jet en understudy van de Petticoats. |
| All shook up - Love me tender | 2009-2010                   | Ensemble, understudy Natalie, understudy Matilda |
| High School Musical           | 2008-2009                   | Ensemble, understudy Juf Darbus / Martha |
| Forbidden Musicals on Tour    | 2008                        | Ensemble |
| Winx Club on Tour             | 2007-2008                   | Icy |
| Wat Zien Ik?!                 | 2006-2007                   | Tina, Verpleegster, understudy Janneke / Heilsoldate / Stien                                                                                        |
| Delphi                        | 2006                        | Voorstelling Frank Sanders Akademie |
| Ontbossing                    | 2004                        | Voorstelling Frank Sanders Akademie |
| Robin Hood                    | 2002                        | Marianne |

## Televisie
| Televisie                 | Jaar       | Rol/Bijzonderheden                     |
| ------------------------- | ---------- | -------------------------------------- |
| Orion en het donker       | 2024       | Slaap (stem)                           |
| Gen V                     | 2023       | Stem                                   |
| Wonka                     | 2023       | Miss Bonbon (stem)                     |
| Good Omens                | 2023       | Maggie (stem)                          |
| Back to the Outback       | 2021       | Susan (stem)                           |
| De Flummels               | 2021       | Dottie (stem)                          |
| PAW Patrol                | 2021-heden | Rex (stem)                             |
| Fei Fei en de Maan        | 2020       | Chang'e (stem)                         |
| All Together Now          | 2019       | Jurylid                                |
| Ducktales                 | 2018-2021  | Selene (stem) / Truus Houtepoot (stem) |
| Miserabel (korte film)    | 2017       | Moeder                                 |
| Maggie & Bianca           | 2016-2017  | Juf Tucker (stem)                      |
| De Thundermans            | 2014-2018  | Barb Thunderman (stem)                 |
| Calimero                  | 2014       | Titelsong                              |
| Chica Vampiro             | 2014       | María McLaren (stem)                   |
| Almhof Yogurt             | 2014       | Reclame                                |
| 25 jaar Jon van Eerd      | 2014       | Sidekick                               |
| Binny en de geest         | 2013-2016  | Wanda Baumann (stem)                   |
| Fort Boyard               | 2012       | Deelneemster                           |
| Mike de Ridder            | 2012       | Mevrouw Taartkorst (stem)              |
| Mia and Me                | 2012       | Stemrol                                |
| Het kind van de Gruffalo  | 2012       | Stemrol                                |
| Aspe (seizoen 7)          | 2011       | Gastrol als Julie Brouwers             |
| Billy Bam Bam             | 2011-2015  | Billy (stem)                           |
| Op Zoek naar Zorro        | 2011       | Gastoptreden                           |
| De Gruffalo               | 2010       | Stemrol                                |
| Greetz.nl                 | 2009-heden | Reclame - Voice-over                   |
| IKEA                      | 2009-2015  | Reclame - Voice-over                   |
| Op Zoek naar Mary Poppins | 2009       | Eén van de drie finalisten             |

## Privéleven
De Jong had van 2007 tot 2012 een relatie met Mathijs Pater, die eveneens acteert in musicals. In mei 2019 trouwde De Jong. Zij en haar man hebben twee kinderen samen. In april 2022 verhuisden ze vanuit Hamburg terug naar Nederland.